# Тевченков Олександр Миколайович
Олександр Миколайович Тевченков (13 квітня 1902, село Подлєсноє Мосальського повіту Калузької губернії, тепер Спас-Деменського району Калузької області, Російська Федерація — 2 липня 1975, місто Москва, Російська Федерація) — радянський військовий політпрацівник, генерал-лейтенант (20.04.1944). Депутат Одеської обласної ради 1-го скликання. Депутат Верховної Ради СРСР 2-го скликання.

## Життєпис
Народився в селянській родині, з трирічного віку виховувався в родичів.
У 1919—1922 роках служив у Червоній армії, брав участь у боях Громадянської війни на Східному фронті.
Член РКП(б) з 1920 року.
У 1922 році був демобілізований, але вже 1924 року знову призваний на службу в армію. У 1926 році закінчив військово-політичну школу, після чого служив на партійно-політичних посадах у Червоній армії.
У 1933 році закінчив Військово-політичну академію імені Леніна.
З вересня 1936 служив начальником політвідділу, з серпня 1937 року — військовим комісаром дивізії. Потім був військовим комісаром 37-го стрілецького полку РСЧА, брав участь в окупації Західної України восени 1939 року.
У жовтні 1939 — червні 1941 року — начальник політичного управління, начальник управління політичної пропаганди Одеського військового округу.
З червня 1941 року — начальник політичного відділу 9-ї армії. У листопаді — грудні 1941 року — начальник політичного відділу 60-ї армії. У грудні 1941 — листопаді 1942 року — начальник політичного відділу 3-ї Ударної армії.
У листопаді 1942 — квітні 1943 року — член Військової ради 4-ї Ударної армії.
У квітні 1943 — лютому 1945 року — начальник політичного управління Степового військового округу; начальник політичного управління Степового фронту; начальник політичного управління 2-го Українського фронту.
У березні — червні 1945 року — член Військової ради 2-го Українського фронту.
У червні — жовтні 1945 року — член Військової ради Забайкальського фронту.
У жовтні 1945 — 1947 року — член Військової ради Забайкальсько-Амурського військового округу.
У 1947—1951 роках — заступник головнокомандувача військ Далекого Сходу з політичної частини.
У травні 1951 — червні 1956 року — заступник з політичної частини начальника Головного військово-будівельного управління Військового міністерства СРСР.
У червні 1956—1966 роках — начальник факультету Військово-політичної академії імені Леніна.
З 1966 року — у відставці в Москві. 
Помер 2 липня 1975, похований на Введенському цвинтарі Москви.

## Військові звання
- дивізійний комісар
- Генерал-майор (6.12.1942)
- Генерал-лейтенант (20.04.1944)

## Нагороди
- три ордени Леніна (22.02.1944, 20.06.1945, 6.11.1945)
- два ордени Червоного Прапора (21.04.1943, 3.11.1944)
- орден Суворова ІІ ступеня (13.09.1944)
- два ордени Кутузова І ступеня (28.04.1945, 8.09.1945)
- орден Вітчизняної війни І ступеня (27.08.1943)
- орден Червоного Прапора (Угорщина)
- орден Червоного Прапора (Чехословаччина)
- медалі